# Paula Marques
Paula Cristina Coelho Marques Barbosa Correia (Porto, 23 de Julho de 1973) é uma produtora, atriz, ativista e política portuguesa. Serve como Vereadora na Câmara Municipal de Lisboa desde 2013. É Presidente da associação política Cidadãos por Lisboa (CPL) tendo sido eleita como independente. Foi Vereadora da Habitação e Desenvolvimento Local na Câmara Municipal de Lisboa até Outubro de 2021 e presidente da Associação Portuguesa de Habitação Municipal desde 2018. É responsável pela maior entrega de habitação camarária da história do município desde 2002.

## Biografia

### Nascimento e formação
Nasceu na cidade do Porto. Foi aluna na Universidade do Porto, no curso de Direito. Em 1993 entrou na Escola Superior de Música e Artes do Espectáculo, do Instituto Politécnico do Porto, no Curso Superior de Teatro – Bacharelato / Área Interpretação, que terminou em Julho de 1996.
Frequentou depois o Instituto Superior de Ciências do Trabalho e da Empresa - Instituto Universitário de Lisboa, onde concluiu, em 2013, uma pós-graduação em Ciência Política.

### Carreira política
Em 1998 iniciou uma carreira no cinema e na televisão, como actriz e como produtora.
Em 2006 passou a fazer parte da Plataforma artigo65 – Direito à habitação, em 2007 foi uma das colaboradoras na criação do Movimento Cidadãos por Lisboa. Entre 2007 e 2009, trabalhou como assessora do Gabinete dos Vereadores no Movimento Cidadãos por Lisboa, e de 2009 a 2013, ocupou a função de assessora da vereadora do Pelouro da Habitação e Desenvolvimento Social da Câmara Municipal de Lisboa.
Exerceu como deputada na Assembleia Municipal de Lisboa do mandato entre 2009 e 2013, tendo sido eleita como independente do Movimento Cidadãos Por Lisboa, nas listas do Partido Socialista. Também foi eleita como vereadora da Habitação e Desenvolvimento Local durante o mandato de 2013 a 2017, substituindo Helena Roseta, tendo mantido esta posição no mandato de 2017 a 2021.
A 20 de Dezembro de 2016, Paula Marques e o presidente da Câmara Municipal de Lisboa, Fernando Medina, entregaram as licenças de utilização das habitações do bairro Fonsecas e Calçada, na freguesia de Alvalade, às Cooperativas Unidade do Povo e 25 de Abril, um momento que ambos classificaram como «histórico», por concluir o processo de regularização das 335 residências deste bairro, cuja construção começou em 1975.
Em Fevereiro de 2018, Paula Marques foi eleita para a presidência da Associação Portuguesa de Habitação Municipal, tendo nessa altura afirmado que iria «dar uma nova vida à APHM», devido à fase que o país estava a passar em termos de habitação e descentralização, além que pretendia «reforçar a voz dos municípios junto da administração central e da Associação Nacional de Municípios Portugueses e ter mais voz e presença, fazer eco dos municípios em matéria de habitação». Naquela altura, exercia como vereadora para a Habitação e Desenvolvimento Local da Câmara Municipal de Lisboa. Numa entrevista ao Diário de Notícias, criticou a lentidão no processo de ratificar a legislação ligada ao tema da habitação, tendo recordado que nessa altura existiam cerca de vinte diplomas no parlamento, que estavam dependentes do arbítrio dos deputados. Defendeu igualmente um maior envolvimento dos privados nos planos camarários ligados à oferta habitacional, embora com o município como parte maioritária, e opinou que a aprovação dos chamados Vistos gold deveria ser limitado ao investimento na habitação com valores acessíveis, na cidade de Lisboa.
Em 2019, foi uma das representantes do Município de Lisboa na Vigésima Marcha do Orgulho LGBTI+ de Lisboa. Em 25 de Novembro desse ano, participou na visita de trabalho a uma intervenção de requalificação na zona B do Bairro Santos ao Rego, no âmbito do Programa de Requalificação de Bairros Municipais de Lisboa, tendo nessa altura destacado a importância da colaboração entre o município, a empresa Gebalis e a Junta de Freguesia de Avenidas Novas nestas obras.
Em Abril de 2020, foi um das responsáveis pelo programa Mercado Solidário da Câmara Municipal de Lisboa, que consistia na aquisição de géneros alimentares aos produtores, que seriam depois distribuídos às famílias carenciadas, com o apoio das associações de moradores e das juntas de freguesia. Esta iniciativa foi criada no âmbito das medidas de segurança introduzidas após a Pandemia de COVID-19, que levaram ao encerramento dos mercados municipais, tendo não só apoiado as famílias mais vulneráveis no concelho, mas também ajudado no escoamento da produção dos fabricantes e agricultores, tendo sido principalmente distribuídos géneros básicos como pão, frutas, legumes e ovos. Em Maio desse ano, foi aprovada uma proposta de Paula Marques para a aquisição, por parte da autarquia, de imóveis privados prontos para serem habitados, de forma a expandir o parque municipal de Lisboa, respondendo desta forma ao «natural agravamento da crise de habitação», causado pela epidemia. Segundo a proposta de Paula Marques, como consequência da doença verificou-se uma «carência grave» na oferta de residências «a preços comportáveis para as famílias de rendimentos mais baixos e de rendimentos médios» em Lisboa, tendo qualificado o «mercado de arrendamento habitacional de média/longa duração» como «estagnado» e «fruto de fortes distorções», deixando-o fora do alcance das famílias que procuravam residência em Lisboa, «conduzindo bastas vezes à sua ‘expulsão’ para as periferias». Em 21 de Outubro de 2020, foi entrevistada pela agência Lusa na sequência de uma visita a uma casa angariada pela Câmara Municipal, através do Programa Renda Segura, e que fazia parte do concurso de Renda Acessível, iniciado naquele dia. Este programa consistia no arrendamento de residências, por parte dos privados, à autarquia, que depois as subarrendava a preços acessíveis. Segundo Paula Marques, esta iniciativa fazia parte da «política estrutural do ponto de vista da Habitação», que correspondia principalmente no aumento do parque público através de processos de construção ou reabilitação, sendo a finalidade «ter um parque público robusto na cidade para responder às necessidades e intervir do ponto de vista da regulação do mercado». Em Novembro desse ano, a autarquia abriu as candidaturas para a primeira edição do programa "Loja para Todos", onde foram distribuídos dezasseis espaços comerciais, tendo Paula Marques explicado que esta iniciativa iria servir para dar resposta, prioritariamente, às necessidades dos territórios, estimulando a economia e a possibilidade de emprego, bem como a distribuição de estruturas ao serviço da comunidade»..
Em 26 de Fevereiro de 2021, Paula Marques participou num debate online sobre as Políticas de Habitação, no contexto do Plano de Recuperação e Resiliência, tendo expressado a necessidade de modificar aquele programa, devido ao impacto social e económico da Pandemia de COVID-19.
A 19 de Abril de 2021, inaugurou o Totem BIP/ZIP, comemorativo dos 10 anos dos Bairros e Zonas de Intervenção Prioritária. A obra foi concebida por Rui Pereira e instalada junto ao centro geodésico da cidade de Lisboa, no Jardim do Campo Grande.
A 11 de Maio de 2021, Paula Marques apresentou, numa Conferência de Imprensa digital, os órgãos sociais e o manifesto da associação política Cidadãos por Lisboa, com os compromissos para 2021.
Foi candidata à vereação na Câmara Municipal de Lisboa nas eleições autárquicas de 2021 pela lista Mais Lisboa, uma coligação entre o Partido Socialista, o Partido Livre, a associação política Cidadãos por Lisboa e o movimento Lisboa é Muita Gente (previamente liderado por José Sá Fernandes). A 20 de Setembro, na Aula Magna, foi uma das tribunas a discursar no comício da coligação.
Após o resultado eleitoral de 26 de Setembro de 2021, declarou que ia assumir o seu mandato como vereadora de oposição a Carlos Moedas dentro da Câmara Municipal de Lisboa.

### Mandato autárquico 2021-2024
Em Março de 2022, apresentou um voto de saudação pelo Dia Internacional da Visibilidade Trans. A coligação Novos Tempos (PSD/CDS) votou contra mas a proposta foi aprovada por maioria. Apesar disso, o executivo de Carlos Moedas não cumpriu a decisão. A bandeira foi hasteada no edifício da oposição.
Em Abril de 2022, aquando do Dia Internacional da Pessoa Cigana apresentou e aprovou o Plano Local para a Inclusão da Comunidade Cigana.
Em Julho de 2022, a Câmara Municipal de Lisboa passou a fazer menção às pessoas LGBTI+ nos concursos laborais. A proposta foi apresentada pela vereadora independente, que faz um paralelismo "as menções m/f para incentivar mulheres a responder" a partir da década de 1990.
No mesmo mês, viu ainda aprovada a proposta para o projeto "Escola antirracista, intercultural e para os direitos humanos".
Em Janeiro de 2023, com a saída de João Paulo Saraiva (Partido Socialista) da vereação da Câmara Municipal de Lisboa, a associação política Cidadãos por Lisboa passou a ter dois vereadores na composição camarária, seguindo-se na lista Floresbela Pinto. 